# Холоп (річка)
Холоп — річка в Україні, у Сквирському районі Київської області, права притока Субоді (басейн Дніпра).

## Опис
Довжина річки 14 км, похил річки — 3,4 м/км. Формується з багатьох безіменних струмків та водойм. Площа басейну 60,5 км².

## Розташування
Бере початок на північно-західній стороні від села Красноліси і тече через нього переважно на північний схід через Владиславку і на південно-східній околиці Малої Михайлівки впадає в річку Субодь, праву притоку Кам'янки.